# Curvelo (kommun)
Curvelo är en kommun i Brasilien.   Den ligger i delstaten Minas Gerais, i den sydöstra delen av landet, 500 km sydost om huvudstaden Brasília. Antalet invånare är 74 184.
Följande samhällen finns i Curvelo:
- Curvelo

Omgivningarna runt Curvelo är huvudsakligen savann. Runt Curvelo är det glesbefolkat, med 13 invånare per kvadratkilometer.